# Konrad von Westerholt
Konrad von Westerholt († 1605 in Bocholt) war Statthalter, Hofrichter und Offizial im Hochstift Münster sowie Domscholaster am Dom zu Münster.

## Leben

### Herkunft und Familie
Konrad von Westerholt wuchs als Sohn des Burchard von Westerholt (Statthalter in Ostfrieslind) und seiner Gemahlin Rudolpha de Vos van Steenwyk mit seinen Geschwistern Hendrik (1518–1570, Statthalter und Richter in Friesland), Burchard (1516–1600, Herr auf Alst) und Hermann (1514–1592, Drost in Vullenhove) in einer Adelsfamilie auf. In erster Ehe war er mit Odilia von Quadt zu Wickrath verheiratet. Seine zweite Ehefrau war Anna von Liefftal. Beide Ehen blieben kinderlos. Mit der Konkubine Swenne Koldewey hatte er zwei Töchter (Anna und Elisabeth), die ihn auch beerbten.

### Werdegang und Wirken
Konrad erhielt am 2. Oktober 1559 eine Dompräbende in münsterischen Dom. Gegen den Mindener Kleriker Burchard von Langen führte er im Jahre 1565 einen Prozess um die Präbende des Dietrich Ketteler. Am 19. Juni 1573 wurde die Stelle des Hofrichters neu geschaffen; die bischöfliche Bestätigung mit der Ernennung zum Offizial folgte am 24. September 1573. Er erwarb am 31. Januar 1574 das Subdiakonat und leistete wenig später, am 25. Mai 1574, den katholischen Glaubenseid, wie er für die Statthalter des Hochstifts vorgeschrieben war. Am 28. November des Jahres erhielt er die Berufung zum Statthalter. Seine Wahl zum Domscholaster als Nachfolger des Hermann von Diepenbrock, der in den Laienstand getreten war, fiel auf den 30. März 1576. Im Frühjahr 1577 gründete er eine „Juniorenpartei“ innerhalb des Domkapitels, die protestantisch gesinnt war. So kam es zu schweren Zerwürfnissen. Herzog Wilhelm forderte mehrmals schriftlich seine Absetzung und Bestrafung. Papst Gregor VIII. wurde eingeschaltet. Er gab Konrad am 5. April 1578 den Befehl, sich zur Klärung der Angelegenheit in Rom einzufinden. Dieser verweigerte diese Anordnung und lehnte am 30. Mai eine Reise nach Rom ab. So erließ der Papst am 19. Januar 1579 ein Strafmandat gegen Konrad und suspendierte ihn. Das Domkapitel – mehrheitlich der protestantischen Partei zugewandt – verweigerte die Durchführung des Strafmandats. Die Angelegenheit eskalierte und führte am 15. August 1579 zu einer päpstlichen Strafandrohung gegen das gesamte Domkapitel. Erzbischof Heinrich von Bremen, König Friedrich von Dänemark, der Landtag des Hochstifts sowie die Münsterische Ritterschaft standen geschlossen hinter Konrad, der sich schließlich in Rom bereiterklärte, sich von den erhobenen Anschuldigungen zu lösen. So befahl der Papst am 12. November 1580, vorläufig nichts mehr gegen Konrad zu unternehmen.
Dennoch zog er sich als Domscholaster in Münster zurück und wurde Kanzler des Grafen von Ostfriesland. In seinen letzten Lebensjahren wohnte er in seinem Haus in Bocholt. Er machte am 28. März 1605 sein Testament. Seine Frau Anna erbte das Haus. Kurze Zeit später verstarb er in Bocholt.